# 信州大学教育学部附属特別支援学校
信州大学教育学部附属特別支援学校（しんしゅうだいがくきょういくがくぶ ふぞくとくべつしえんがっこう）は、長野県長野市にある、信州大学教育学部附属の特別支援学校。

## 学部
- 小学部
- 中学部
- 高等部

## 沿革
- 1965年（昭和40年） - 信州大学教育学部附属長野小学校に特殊学級（小学校低学年学級）を設置。
- 1966年（昭和41年） - 小学校低学年学級、高学年学級開設。
- 1967年（昭和42年） - 信州大学教育学部附属長野中学校に特殊学級（中学校第1学年学級）設置。
- 1968年（昭和43年） - 中学校第2学年学級設置。
- 1969年（昭和44年） - 小学校中学年学級、中学校第3学年学級設置。
- 1972年（昭和47年） - 小学部学級名を「まつ」「たけ」「うめ」と改称。
- 1975年（昭和50年） - 信州大学教育学部附属長野養護学校として独立。
- 1976年（昭和51年） - 高等部第1学年学級設置。
- 1977年（昭和52年） - 高等部第2学年学級設置。
- 1978年（昭和53年） - 高等部第3学年学級設置。
- 2005年（平成17年） - ジャパンパラリンピックアルペンスキー競技大会において卒業生の大谷悠治が回転競技で優勝。
- 2007年（平成19年） - 現称に改める。

## アクセス
- 長野電鉄長野線 附属中学前駅から西へ200m